# Sân bay Cad. FAP Guillermo del Castillo Paredes
Sân bay Comandante FAP Guillermo del Castillo Paredes (IATA: TPP, ICAO: SPST) là một sân bay phục vụ  Tarapoto, Peru. Cơ quan vận hành là CORPAC S.A., một tổ chức thuộc chính phủ quản lý các sân bay ở Peru. Đây là sân bay chính của vùng San Martín, ở Amazon. Sân bay này phục vụ du khách đến tham quan và thám hiểm rừng Amazon. Hiện có các hãng hàng không LAN Peru và Star Peru đang hoạt động ở đây.

## Các hãng hàng không và các tuyến bay
| Hãng hàng không | Các điểm đến  |
| --------------- | ------------- |
| LAN Perú        | Lima          |
| Star Perú       | Iquitos, Lima |